# Cienna
Cienna é uma casta de uvas vermelhas da Austrália a partir da qual é fabricado vinho. Essa variedade foi reproduzida pela primeira vez no ano 2000, tendo sido desenvolvida originalmente em 1972 pela CSIRO. Foram combinadas uvas Cabernet Sauvignon francesas e Sumoll espanholas com o objetivo de criar uma uva de alta qualidade que fosse bem adaptada às condições climáticas australianas. Como parte do processo de criação da casta, após um período de testes de cultivo em três regiões produtoras diferentes (Coonawarra, no Sul da Austrália; Avoca, no centro de Victoria; e Sunraysia, no norte de Victoria; certas vinícolas foram selecionadas para desenvolver e testar a variedade comercialmente, entre elas a Brown Brothers Milawa Vineyard.